# SUSA flexibel studentenwerk
SUSA is een Nederlands uitzendbureau voor studenten. Het bureau werd in 1947 opgericht als de Commissie voor Studentenarbeidsbemiddeling door de Stichting Utrechtse Studenten Faculteiten binnen de Universiteit Utrecht en is daarmee het oudste studentenuitzendbureau van Nederland.
SUSA is gevestigd in Utrecht en opereert landelijk in de branches klantcontact en zorg.

## Geschiedenis
In 1939 werd de Vereniging Utrechtse Studentenfaculteiten (USF) opgericht, een overeenkomst tussen het studentencorps en een aantal andere gezelligheidsverenigingen. In lijn met hun doelstelling werd op 4 maart 1947 besloten een bijzondere commissie voor arbeidsbemiddeling (USA) in te stellen. Deze commissie ontving subsidie van de Rijksuniversiteit Utrecht om te bemiddelen tussen studenten en (vooral) particulieren. De eerste voorzitter van deze commissie was Henk Zeevalking, later minister en mede-oprichter van D66.
In 1963 werd de Stichting Utrechtse Studenten Arbeidsbemiddeling (SUSA) opgericht.Dit besluit werd genomen op basis van een “prae-advies inzake het werkstudentschap te Utrecht ”. Op 1 oktober 1963 werd het nieuwe bureau geopend met een rede van de voorzitter prof. Slot en de curator de heer M. Ruppert.
In 1973 ging de SUSA naast bemiddelen ook uitzenden. Na het verkrijgen van de noodzakelijke vergunning wijzigde de naam in “Stichting Utrechtse Studentenarbeidsvoorziening”. Daarmee werd formeel ook de doelgroep uitgebreid van alleen universitaire studenten naar studenten uit het hoger beroepsonderwijs.
In de eerste helft van de jaren ’80 verhuisde SUSA van het Universiteitshuis aan de Lepelenburg 1 naar de Biltstraat 401. Dit pand was van de Universiteit Utrecht en werd onder andere gedeeld met de Landelijke Studentenvakbond (LSVb). In 1987 werden de statuten gewijzigd en veranderde de naam in Stichting Uitzendbureau voor Studerenden en Afgestudeerden. De bestuursvorm bleef ongewijzigd.
In 1993 vormde de toenmalig directeur van de stichting Remco Pouw, SUSA om in een besloten vennootschap.
In 2007 had SUSA 15 vestigingen, verspreid over Nederland. Door het dienstenaanbod volledig te digitaliseren zijn de vestigingen inmiddels gesloten en wordt alles online vanuit het hoofdkantoor in Utrecht geregeld.
In 2018 werd de naam aangepast in SUSA flexibel studentenwerk. Naar eigen zeggen wilde het bedrijf hiermee aangeven meer te zijn dan alleen een uitzendbureau.